# 展枝沙参
展枝沙参（学名：Adenophora divaricata）为桔梗科沙参属的植物。分布于日本、远东地区、朝鲜以及中国大陆的河北、山西、吉林、黑龙江、辽宁、山东等地，生长于海拔500米至1,600米的地区，常生长在灌丛中、林下和草地中，目前尚未由人工引种栽培。

## 异名
- Adenophora divaricata Franch. et Sav. f. angustifolia Bar.